# رونديل وينشيستر
رونديل وينشيستر مواليد 16 ديسمبر 1993 في ترينيداد وتوباغو، هو لاعب كرة قدم تريندادي لعب سابقاً في نادي الريان السعودي.

## روابط خارجية
- رونديل وينشيستر على موقع إي إس بي إن إف سي (الإنجليزية)
- رونديل وينشيستر على موقع قاعدة بيانات كرة القدم.إي يو (الإنجليزية)
- رونديل وينشيستر على موقع ناشيونال فوتبول تيمز (الإنجليزية)
- رونديل وينشيستر على موقع Soccerway.com (الإنجليزية)